# ألفرد هنري كلارك
ألفرد هنري كلارك هو محامي وقاضي وسياسي كندي، ولد في 25 أكتوبر 1860 في كندا، وتوفي في 30 يناير 1942. حزبياً، نشط في الحزب الليبرالي الكندي. وقد انتخب عضو مجلس العموم الكندي.